# Bocoy (jednotka hmotnosti)
Bocoy je stará jednotka hmotnosti. V 19. století se v kubánské Havaně používala především pro med a odpovídala asi 138 kg (nebo 136 litrům - objemový bocoy).
1 bocoy = 6 barilles = 12 arrobas